# Julia Pastrana
Julia Pastrana (1834, au Mexique - 25 mars 1860, à Moscou) est une actrice et une chanteuse, et une femme autochtone du Mexique. Elle était atteinte d'une maladie génétique, l'hypertrichose, ce qui lui valut d'être exposée comme un être monstrueux de son vivant et après sa mort, son corps ayant été momifié. Elle compte à ce titre parmi les victimes des zoos humains.

## Biographie
Le lieu de naissance de Julia Pastrana n'est pas clairement connu. D'après certains rapports, Theodore Lent aurait trouvé dans une grotte, en compagnie de sa mère, un enfant souffrant d'hypertrichose universelle congénitale terminale (CGHT), et l'aurait acheté à sa mère dans le but de l'exhiber en public. Par la suite, Julia put apprendre à chanter, à danser et à s'exprimer dans trois langues, à l'écrit et à l'oral.
Julia Pastrana, dont la taille était de 1,34 m environ, présentait d'autres particularités, outre sa forte pilosité. Elle avait des oreilles extraordinairement développées, un grand nez, une mâchoire fortement prognathe et, à ce que l'on raconte, deux doubles rangées de dents. Theodore Lent souhaitait l'exhiber en public sur les trois continents en tant que « femme-singe ».
Le fait qu'elle fut mariée n'est pas vérifié. Quoi qu'il en soit, au cours d'une tournée à Moscou, elle donna naissance le 20 mars 1860 à un enfant, atteint, lui aussi, d'hypertrichose, qui mourut peu après la naissance. Julia Pastrana ne lui survécut que de quelques jours.

## Sa destinéepost mortem
Theodore Lent confia alors les deux cadavres au professeur Sokoloff, de l'université de Moscou, qui procéda à leur embaumement. Après s'être assuré que le travail avait été bien fait, Lent racheta les corps et continua son métier – présentant le cadavre de Pastrana dans l'un des costumes dans lesquels elle se montrait habituellement, avec l'enfant à côté d'elle placé sur un support comme un perroquet.
On raconte qu'en 1863, Theodore Lent trouva en Allemagne une autre femme présentant une certaine ressemblance avec Julia Pastrana ; il l'épousa et l'inclut elle aussi dans son spectacle, où il prétendait qu'il s'agissait de Zenora Pastrana, la sœur de la morte. Par la suite, Theodore Lent tomba dans la folie et fut interné dans un hospice de Russie.
Jusque dans les années 1970, les cadavres embaumés de Julia Pastrana et de son enfant furent montrés au public, avant que le gouvernement norvégien n'interdise cette exhibition et confisque les corps. En 1979, ils tombèrent un moment entre les mains d'un voleur, et, en 2009, ils se trouvaient à Oslo, où ils servaient à la recherche et aux études. Des cas analogues à ce lusus naturae, comme Tognina Gonsalvus, ont été publiés en Europe depuis le XVIIe siècle.
En février 2013 la dépouille de Julia Pastrana, rendue au Mexique par l'université d'Oslo, a été enterrée dans le Sinaloa,.
Elle fait partie des nombreuses personnes victimes des zoos humains.

## Cinéma
Le réalisateur Marco Ferreri s'inspire de la vie de Julia Pastrana pour son film Le Mari de la femme à barbe (La donna scimmia), sorti en 1964.